# Dialta montana
Dialta montana là một loài bướm đêm trong họ Noctuidae.